# Paul Marcinkus
Paul Marcinkus (/mɑrˈsɪŋkəs/) (15 de gener de 1922 – 20 de febrer de 2006) va ser un arquebisbe estatunidenc de l'Església catòlica. És conegut sobretot per haver estat president de l'Institut per a les Obres de Religió (IOR), conegut més aviat com la «Banca Vaticana», entre 1971 i 1989.
| «                | No es pot fer anar l'Església només amb avemaries Non si può guidare la Chiesa solo con le Ave Maria | » |
| — Paul Marcinkus | |   |

## Biografia
Marcinkus va néixer a Cicero a l'estat d'Illinois, fill de Mykolas Marinkus, un netejador de finestres emigrat de Lituània per evitar el servei militar a l'exèrcit rus. Arribat als Estats Units, Mykolas va viure algun temps a Pittsburgh abans d'instal·lar-se al poble de Fond du Lac al Wisconsin on va treballar com a peó de granja. Es va traslladar a Cicero després de trobar feina a un alt forn de Chicago. En néixer el seu quart fill, Paulus, començà a l'empresa de neteja de vidres Leo Sheridan Co., una feina que mantindria per trenta anys.
El jove Paul va estudiar primer al seminari preparatori «Arquebisbe Quigley» i després al seminari St Mary of the Lake. Va ser ordenat pel'arquebisbe de Chicago el 3 de maig de 1947. Va començar tasques pastorals a les parròquies de Santa Cristina i de la Santa Creu. El 1949 va ser nomenat al tribunal arxidiocesà, que processava sobretot les anul·lacions de matrimonis.

### Carrera internacional
Marcinkus arribà a Roma el 1950 per estudiar dret canònic a la Universitat Gregoriana, i començà a acceptar encàrrecs especials per a la Santa Seu. En graduar-se el 1953 se li demanà si volia quedar-se al Vaticà, i es va fer amic de Giovanni Battista Montini, el futur papa Paul VI. Va ingressar a l'escola diplomàtica. El 1955 va ser destinat com a secretari a la nunciatura a Bolívia i quatre anys després al Canadà.
El desembre de 1959 tornà a Roma per treballar a la Secretaria d'Estat, a més de fer ocasionalment d'intèrpret per a Joan XXIII. Amb l'ascens al papat de Pau VI, Marcinkus esdevingué el primer traductor en anglès i apreciat pel seu talent d'organitzador, li van confiar coordenar els viatges papals. A més, la seva estatura i constitució muscular van fer que fes de guardaespatlles de Pau VI, rebent el malnom de «el goril·la».
El 6 de gener de 1969 va ser promogut a l'episcopat com a arquebisbe titular d'Horta i secretari de la Cúria Pontifícia. Dos mesos després va refusar que els agents del Servei Secret estatunidenc participen en una audiència privada entre el Pontífex i el President dels Estats Units Richard Nixon, hauria dit: «Els dono 60 segons per tocar el dos d'aquí o ja poden dir-li al President perquè el Papa no el pot veure avui.»
Al 1979 hauria estat senyalat com a objectiu per les Brigades Roges, un grup terrorista d'extrema esquerra, per a un possible segrest o assassinat, després que la seva adreça i d'altres documents fossin trobats en un apartament de dos membres del grup, Valerio Morucci i Adriana Faranda.
El 26 de setembre de 1981, Marcinkus va ser nomenat propresident de la Comissió Pontifícia per l'Estat de la Ciutat del Vaticà, el tercer càrrec amb més poder al Vaticà. El 1982 desbaratà un atemptat contra el Papa Joan Pau II a Fàtima, quan un capellà desequilibrat, Juan Maria Fernandez y Krohn, atacà el Papa amb una baioneta.

### El banquer del Vaticà
Marcinkus va ser el president de l'Institut per a les Obres de Religió (IOR), conegut popularment com el «banc del Vaticà», de 1971 a 1989. Amb l'ajuda dels banquers Sindona i Calvi, va internatzionalitzar les finances del Vaticà. Ja el 1971 junts van crear a Nassau un paradís fiscal a les Bahames, la Cisalpine Overseas Bank. El 24 d'abril de 1973, Marcinkus va ser interrogat a la seva oficina pels fiscals estatunidencs William Aronwald i Bill Lynch, caps del Servei del crim organitzat i la secció d'extorsió del Departament de Justícia dels Estats Units, sobre la seva participació en el lliurament de 14,5 milions de dòlars en bons falsificats al Vaticà al juliol de 1971, que forma part d'una requesta total de 950 milions de dòlars, un document redactat en carta oficial del Vaticà.
El seu nom i càrrec havien sorgit durant la investigació d'un gàngster internacional, que finalment va estar dotze anys a la presó. Marcinkus va dir que «considerava com a seriosos els càrrecs contra ell, però que violaria l'obligació de confidencialitat de l'IOR si es defensés». De retorn als Estats es va acordar en els nivells més alts que el cas contra Marcinkus no podia ser perseguit més lluny ».

### Escàndols i problemes sense resoldre

#### La fallida del Banco Ambrosiano i el "cas IOR"
A principi dels anys vuitanta, el nom de Marcinkus va ser vinculat a escàndols financers que van omplir els titulars de la premsa a tot el món. En particular, es va trobar que l'IOR, en aquells moments dirigit per Marcinkus, havia tingut un paper important en la fallida del Banco Ambrosiano de Roberto Calvi, en una complicat rescat bancari, que tenia com a principals personatges Michele Sindona i el venerable mestre de la Lògia maçònica P2, Licio Gelli.
L'IOR, de fet, havia concedit el 1981 a Calvi cartes de patrocini, mitjançant les quals confirmaven que «directament o indirectament» exercien el control sobre Manic. S.A. (Luxemburg), Astolfine S.A. (Panamà), Nordeurop Establishment (Liechtenstein), U.T.C. United Trading Corporation (Panamà), Erin S.A (Panamà), Bellatrix S.A (Panamà), Belrosa S.A (Panamà), Starfield S.A (Panamà), empreses fantasma amb seu a paradisos fiscals coneguts, que feien de "pantalla" del destí del flux de diners que havien drenat de dos mil milions de lires de la caixa de l Banco Ambrosiano.
A més, d'acord amb les declaracions fetes pel penedit de la Cosa Nostra Vincenzo Calcara, considerades creïbles el 2003 per una sentència del tribunal de Roma (novena sala penal, per sentència de 6 de juny de 2003), i que no es van publicar fins al 2008, Marcinkus va ser l'enllaç entre el Vaticà i la Cosa Nostra per a les activitats de rentada de diners. El penedit, entre altres coses, informà que va transportar a Roma, uns mesos abans de l'atemptat contra Joan Pau II el 1981, en nom de Tonino Vaccarino (presumpte assessor de la família de Castelvetrano) deu mil milions de lires per invertir a Amèrica del Sud i el Carib a través de Marcinkus, el Banc del Vaticà i el notari Francesco Albano. La reunió es va dur a terme a la casa d'aquest últim (segons el membre Calcara, com Marcinkus, de la'ordre dels Cavallers del Sant Sepulcre, contacte entre Cosa Nostra i el Vaticà, així com el notari personal de Giulio Andreotti, el cap Luciano Leggio i de Frank Coppola), en presència del mateix notari, Marcinkus, un cardenal, Roberto Calvi, Vincenzo Culicchia (membre del Parlament de Sicília), Stefano Accardo (anomenat «Cannata»), Vincenzo Furnari, Enzo lleó (també membre del Parlament de Sicília), Antonino Marotta i el seu padrí Tonino Vaccarino.
Després de l'escàndol, el llavors ministre italià d'Hisenda, Beniamino Andreatta va imposar la dissolució del Banco Ambrosiano i la seva liquidació forçosa, que va tenir lloc el 6 d'agost de 1982. El mateix Andreatta va pronunciar un històric discurs al Parlament el 8 d'octubre de 1982 al qual va informar públicament de les responsabilitats del banc del Vaticà i els seus executius, entre ells el mateix Marcinkus. Segons els seus càlculs, el Vaticà estava implicat en l'escàndol per un import de 1.300 milions de dòlars. El 1987 Marcinkus va ser investigat, juntament amb altres dos directius de la IOR, per complicitat en la fallida fraudulenta i es va emetre una ordre de crida i cerca pels tribunals italians en relació amb la fallida de l'Ambrosiano, però després d'uns mesos, el Tribunal Suprem primer, i el Tribunal Constitucional després es van anul·lar el mandat en virtut de l'article 11 del Tractat de Laterà, almenys ser també la posterior sol·licitud d'extradició.
L'opinió del Vaticà, acreditat per les últimes declaracions de Giulio Andreotti i l'opinió Angelo Caloia, és que va actuar a la lleugera a la delegació de tasques tan delicades una persona que va resultar al final inadequada i sense experiència.
Segons David Yallop, no obstant això, Paul Marcinkus estava lluny de ser incompetent. En tot cas, a través del coneixement de Roberto Calvi, Michele Sindona i Licio Gelli, va portar el nivell econòmic del Vaticà a altures mai abans aconseguides, que influïren directament o indirectament sobre diversos governs.
Els fets, però, del Banco Ambrosiano encara no s'han aclarit i són una àrea fosca de la història recent d'Itàlia. En particular, tant Calvi com Sindona van ser trobats morts en estranyes circumstàncies. El primer, fugit a Londres, va ser trobat penjat el 18 de juny de 1982 sota el pont Blackfriars sobre el Tàmesi. El segon, a la presó per l'assassinat de Giorgio Ambrosoli, va ser enverinat amb un cafè amb cianur el 20 de març de 1986 i va morir dos dies després. A més, la secretària de Calvi, Graziella Corrocher, va ser trobada morta després de «caure» d'una finestra del Banco Ambrosiano de Milà el 17 juny 1982, el dia abans del descobriment del cadàver de Calvi.
Es va fer a un costat com a cap del Banc del Vaticà poc després, amb un comitè de laics que assumiren el control del banc. El Vaticà finalment va pagar 145 milions de lliures en un acord amb els creditors, amb Marcinkus observant el 1986 que: «No es pot fer anar l'Església només amb avemaries». Posteriorment Marcinkus va dir que va ser mal citat, el que realment va dir va ser que : «Quan els meus treballadors es jubilen que esperen una pensió, no acostumo a dir-los ‘Et pagaré amb 400 Avemaries'.»
Dimití del seu càrrec el 30 d'octubre de 1990.

#### Presumpta participació en la mort del Papa Joan Pau I
A més d'aquests escàndols, alguns autors la hipòtesi que Marcinkus va participar, juntament amb els cardenals Jean-Marie Villot (llavors secretari estat) i John Patrick Cody, ide Licio Gelli i del mateix Roberto Calvi, en la mort de Joan Pau I, el pontificat del qual va durar només 33 dies, i amb el qual hi havia una forta hostilitat. Això es remunta als anys setanta, quan Marcinkus havia venut a Roberto Calvi del Banco Ambrosiano de Milà el 37% de les accions de la Banca Catòlica del Vèneto (fundada per contribuir a l'obra de caritat del clergat venecià), sense informar l'aleshores patriarca de Venècia –Albino Luciani, el futur Joan Pau I– i els bisbes venecianes. Ells, en protesta, van tancar els seus comptes amb la Banca Catòlica del Vèneto i Luciani va moure els comptes de l'arquebisbat al Banco di San Marco.
El nou papa, Luciani, reconegut com un innovador i reformador, tenia la intenció de portar l'Església Catòlica als ideals originals de la humilitat i la senzillesa, fent reformes a l'IOR i la pròpia Cúria. Segons Yallop i el vaticanista Gianni Gennari, de fet, el papa portava un quadern, que va desaparèixer poc després del descobriment del cos, que contenia una reestructuració del pla de la jerarquia eclesiàstica (inclosa la substitució de Villot i Marcinkus).
D'acord amb aquesta tesi, la mort del papa, a la nit entre el 28 i 29 de setembre 1978, es duria a terme mitjançant el verí digitoxina, un derivat de digitalis. Sobre la hipòtesi de l'enverinament, es combinen les revelacions del penedit Vincenzo Calcara sobre Paolo Borsellino i publicades al seu llibre de memòries. Calcara escriu d'una conversa amb l'emprenedor i polític mafiós Michele Lucchese (membre d'una lògia maçònica secreta, segons Calcara) immediatament després de l'atemptat conta Joan Pau II (on indirectament participà la màfia). Lucchese revelà a Calcara que Joan Pau II estava seguint un disseny similar Joan Pau I, que volia «trencar l'equilibri dins del Vaticà», en substituir el cap de l'IOR,la «banca» del Vaticà, (Marcinkus) i el cap de la Secretaria de Estat (Villot). Per tant, Calcara parla d'una conspiració dels quatre cardenals (Jean-Marie Villot, Pasquale Macchi, Giovanni Benelli i un tal Gianvio) que, utilitzant Marcinkus, matarien Papa Luciani per mitjà de grans dosis de sedants amb l'ajuda del seu metge personal.
El 2019, el mafiós estatunidenc Anthony Raimondi, cosí del cardenal, va confessar haver participat directament en l'assassinat de Joan Pau I, executat pel mateix Marckinkus amb l'objectiu de tapar un frau milionari.
Calcara ja ha estat considerat com a fiable en altres estats, la cort de Roma, novena sala penal, mitjançant resolució de 6 de juny de 2003. Aquests supòsits no han tingut seguits de moment, però hi ha dubtes sobre, en part a causa de la negativa de les autoritats eclesiàstiques per dur a terme l'autòpsia al cos.

#### Presunta participació en la desaparició d'Emanuela Orlandi
Un altre assumpte clar d'alguna manera lligada a la figura de Marcinkus va ser la desaparició d'Emanuela Orlandi. Per a les trucades telefòniques a un home, que va ser anomenat l'Amerikano per la seva inflexió, en què va proposar l'intercanvi de la mateixa, a canvi de la llibertat del terrorista Mehmet Ali Ağca, alguns periodistes de l'època senyalaren Paul Marcinkus. Aquesta hipòtesi no ha tingut resultats objectius.
Al juny de 2008, un dels testimonis del cas Orlandi, que Sabrina Minardi, exparella del cap Enrico De Pedis, anomenat Renatino, va fer declaracions als investigadors que Emanuela Orlandi va ser segrestada per l'organització criminal de De Pedis, que va tenir lloc en un habitatge del carrer Antonio Pignatelli 13 de Roma, que té «un immens subterrani que arribava gairebé fins a l'hospital Sant Camillo» (l'existència ha estat confirmada pels investigadors), i que després la va matar i es troba a una mescladora de ciment a Torvaianica. L'edifici en qüestió a Gianicolense seria restaurat per Danilo Abbruciati, membre de la banda de la Magliana i prop de Calvi (amb qui tenia contactes Marcinkus). es requeriria el segrest, segons una confiança realitzat per De Pedis la mateixa Minardi, igual que Mons. Marcinkus, «com si volguessin donar un missatge a algú per sobre d'ells». És el mateix que admetre que Minardi va acompanyar al cotxe a la noia del bar del Janícul fins a l'estació de servei del Vaticà, on un sacerdot estava esperant a bord d'un Mercedes amb placa de matrícula de la Ciutat del Vaticà. En el mateix lloc, Minardi també va afegir que va acompanyar personalment noies complaents a reunions privades amb Monsenyor a Via Porta Angelica.
A les revelacions de la dona emergeix fins i tot Giulio Andreotti, a la casa de la qual el testimoni afirma haver sopat dues vegades, juntament amb el seu company De Pedis, en aquells moments ja buscat per la policia. La dona, però, especifica que Andreotti «no té res a veure directament amb Emanuela Orlandi, però amb l'arquebisbe Marcinkus si».
Tot i que les declaracions de Minardi s'han posat en dubte a causa d'algunes inconsistències temporals dels minuts i, segons les seves pròpies paraules, per haver fet un significatiu abús de substàncies estupefaents, el descobriment, l'agost de 2008, del BMW que Minardi mateix va dir que va utilitzar per al transport d'Emanuela Orlandi, fa que les seves declaracions cada vegada més creïbles. El cotxe, de fet, per primera vegada va pertànyer a Flavio Carboni (empresari investigat i posteriorment absolt en el judici per la mort de Roberto Calvi) i després a un dels membres de la Banda della Magliana.
La publicació dels informes realitzats per la magistratura de Minardi ha aixecat protestes del Vaticà que, en paraules de Federico Lombardi (el portaveu de l'Oficina de Premsa de la Santa Seu), va dir que a més de la «falta d'humanitat i respecte a la família Orlandi, reviu el dolor», a continuació, es defineix com a «injúries a Mons. Marcinkus, mort fa molt temps i doncs incapaç de defensar-se.»

### Vida posterior
Va tornar a l'arxidiòcesi de Chicago el 1990, abans de retirar-se a Arizona, on va jugar al golf i fer de vicari de la petita parroquia de San Clemente. Es va negar a parlar del seu paper en l'escàndol del Banco Ambrosiano. Marcinkus que patia problemes cardíacs va morir a Sun City Arizona, a vuitanta-quatre anys, per causes no revelades.

## Representacions cinematogràfiques
El 2006 s'estrenà a Wilkes-Barre, Pennsilvània, l'obra de Tom Flannery Marcinkus estrenada sota la direcció de Paul Winarski i protagonitzada per Greg Korin com l'arquebisbe. Marcinkus també va ser interpretat per l'actor Rutger Hauer en la pel·lícula italiana The Bankers of God. A El Padrí III, de Francis Ford Coppola, l'actor Donal Donnelly interpretava l'arquebisbe Gilday, un personatge basat en Marcinkus. El 2016 va ser interpretat per l'actor Paul Randall en la pel·lícula de Roberto Faenza (La Verita Sta in Cielo).